# Domorovce
Domorovce (en serbocroata: Domorovce / Доморовце) o Domoroc (en albanés: Domoroc) es un pueblo en el municipio de Ranilug del distrito de Gnjilane de Kosovo. Domorovce es uno de los enclaves serbios en Kosovo. 

## Geografía
Domorovce se encuentra a 17 kilómetros de Bujanovac.

## Historia
El pueblo de Domorovce fue fundado alrededor de 1780.

## Demografía
La evolución demográfica de Domorovce entre 1948 y 2011 fue la siguiente:
| 703                                                 | 736 | 766 | 743 | 591 | 577 | 292 |
| (Fuente: Population of Kosovo since Yugoslav times) |     |     |     |     |     |     |

Según el censo de 2011 (boicoteado parcialmente por los serbios), los serbios representaban el 93,84% de la población (274 personas); y los albaneses, el 5,82% (17 personas).